# 50킬로미터 경보

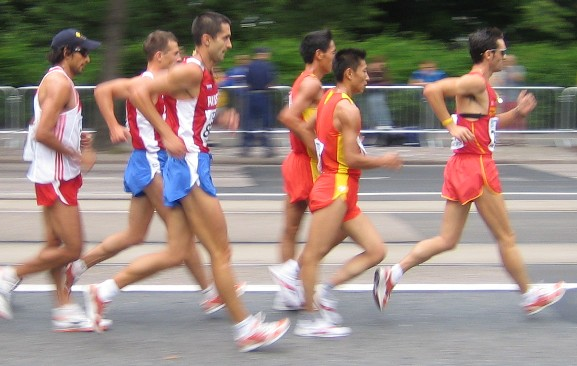
남성 경보

50킬로미터 경보(50 kilometres race walk)는 50킬로미터를 경보하는 시간을 겨루는 육상 경기 시합으로 마라톤보다 거리가 길다. 올림픽, 세계육상선수권에서는 남자 종목만 있다.

## 관련 선수
- 로베르트 코제니오프스키
- 알렉스 슈바처
- 안드레이 페를로프